# Fulcran Vigouroux
Fulcran Grégoire Vigouroux (13 de fevereiro de 1837 - 21 de fevereiro de 1915), foi um sacerdote católico francês e estudioso, teólogo bíblico, apologista e o primeiro secretário da Comissão Pontificial (1903-1912). Vigouroux defendeu a historicidade da Bíblia.

## Vida e trabalho

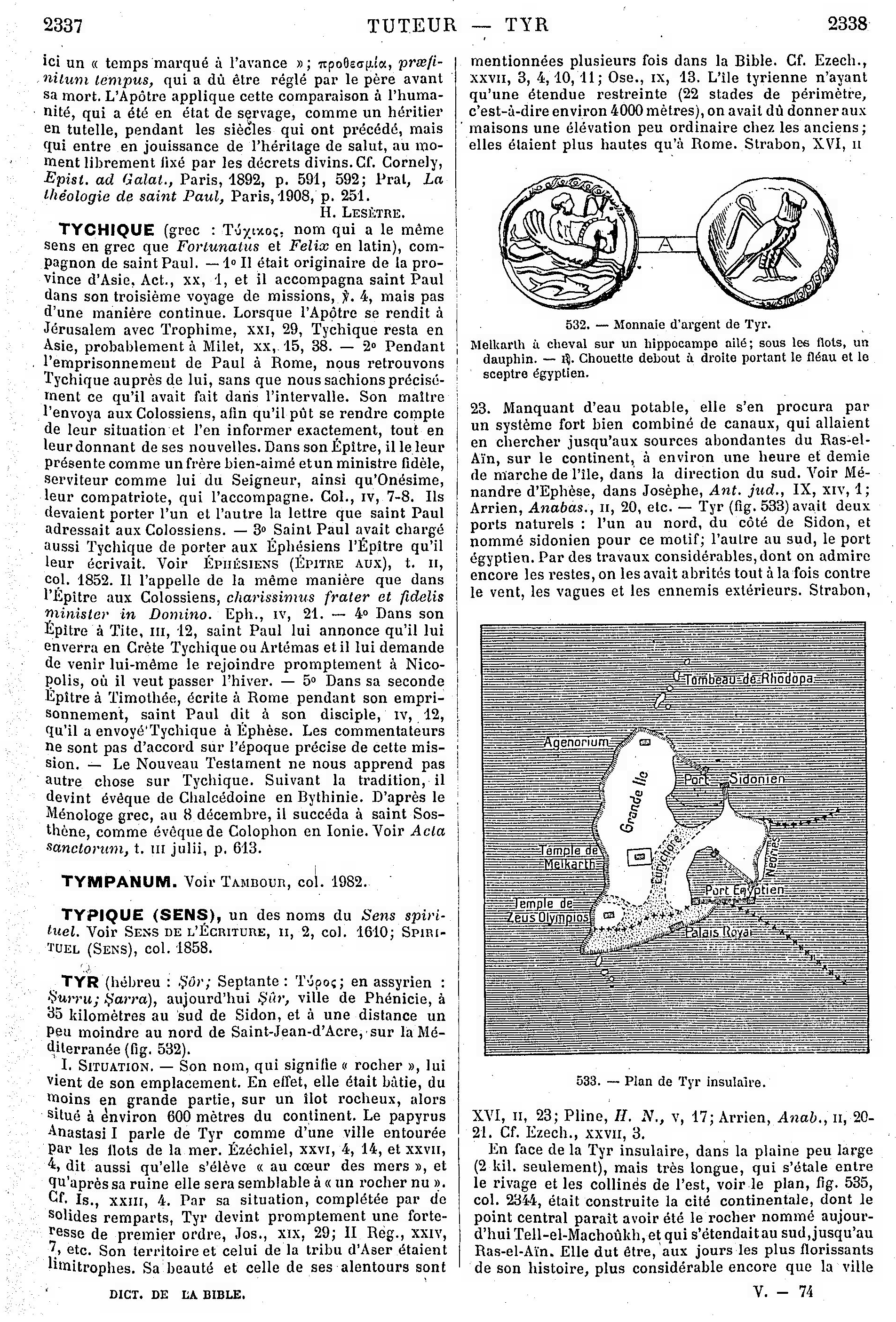
Página do Dictionnaire de la Bible

Vigouroux nasceu em Nantes. Ele terminou sua educação em outubro de 1853. Ele foi ordenado em 21 de dezembro de 1861. Após a ordenação, ele se tornou membro da Sociedade de Saint-Sulpice. Entre 1862 e 1864 Vigouroux lecionou como professor de filosofia, primeiro no seminário de Autun e depois, de outubro de 1864 a 1868, no seminário de Issy. Em 1890, ele substituiu o abade Paul Martin no Institut Catholique de Paris como instrutor da Bíblia, particularmente do Antigo Testamento. Vigouroux se engajou na defesa da historicidade da Bíblia. Preocupado principalmente com questões apologéticas, Vigouroux tendia a ser conservador na exegese. 
Em 1903, Vigouroux foi chamado a Roma para se tornar o primeiro secretário da recém-formada Comissão Bíblica Pontifícia.  Vigouroux se envolveu na obra de fundação do Pontificio Istituto Biblico. Ele morreu em Paris.
É autor de um Manuel Biblique (1880). Sua obra La Bible et les découvertes modernes en Égypte et en Assyrie teve seis edições entre 1877 e 1896. De acordo com esse trabalho, as descobertas arqueológicas modernas no Egito e na Assíria confirmavam a confiabilidade da Bíblia. Vigouroux também editou o Dictionnaire de la Bible (Dicionário da Bíblia), com orientação apologética, em cinco volumes (1891–1912). Suas obras têm caráter apologético. Vigouroux foi um dos polemistas de Ernest Renan.
Vigouroux foi considerado um dos maiores apologistas católicos de sua época.

## Trabalho
- De l'exégèse rationaliste en Allemagne. In: Études religieuses XXV (1870/71), 188–221.691–734
- La Bible et la critique, réponse aux ″Souvenirs d'enfance et de jeunesse″ de M. Renan, Paris : Berche et Tralin, 1883
- La Bible et les découvertes modernes en Égypte et en Assyrie, Paris : Berche et Tralin, 1877
- Manuel biblique, ou Cours d'Écriture sainte à l'usage des séminaires. Ancien Testament, Paris : A. Roger et F. Chernoviz, 1878
- La Bible et les découvertes modernes en Palestine, en Égypte, et en Assyrie, Paris : Berche et Tralin, 1879 (Plusieurs éditions augmentées par la suite)
- Dictionnaire de la Bible, contenant tous les noms de personnes, de lieux, de plantes, d'animaux mentionnés dans les Saintes Écritures, les questions théologiques, archéologiques, scientifiques, critiques, relatives à l'Ancien et au Nouveau Testament, Paris : Letouzey et Ané, 1895–1912 (avec de nombreux collaborateurs) Sur Gallica 2
- Les Livres saints et la critique rationaliste, histoire et réfutation des objections des incrédules contre les saintes Écritures, Paris : A. Roger et F. Chernoviz, 1890–1891 (Plusieurs éditions ensuite)
- La Bible et les découvertes modernes. 6th ed. 4 vols- Paris, 1896.
- La Sainte Bible Polyglotte contenant le texte hébreu original, le texte grec des Septante, le texte latin de la Vulgate, et la traduction française de M. l'Abbé Glaire, 1900-1909, 8 volumes.